# ديفس (مسلسل تلفزيوني)
ديفس هو مسلسل تلفزيوني أمريكي للخيال العلمي والإثارة تم إنشاؤه وكتابته وإخراجه بواسطة من قبل أليكس غارلاند . تم عرضه لأول مرة في 5 مارس 2020، على FX على Hulu .  
ليلي تشان ( سونويا ميزونو ) هي مهندسة برمجيات لشركة "آمايا"، وهي شركة حوسبة كمومية يديرها فوريست (نيك أوفرمان ). سرعان ما تتورط ليلي في وفاة صديقها بشكل غامض، والذي توفي في اليوم الأول من عمله الجديد في "ديفس".    تستكشف السلسلة الموضوعات المتعلقة بالإرادة الحرة والحتمية، وكذلك وادي السيليكون. تلقى مراجعات إيجابية بشكل عام، حيث أشاد النقاد بخيالها وتصويرها السينمائي والتمثيل والموسيقى التصويرية. 

## الممثلون والشخصيات

### رئيسي
- سونويا ميزونو بدور ليلي تشان، مهندسة برمجيات في أمايا
- نيك أوفرمان في دور فورست، الرئيس التنفيذي لشركة أمايا
- جين ها في دور جيمي، متخصص في الأمن السيبراني وصديق ليلي السابق
- زاك جرينير في دور كينتون، رئيس الأمن في أمايا
- ستيفن ماكينلي هندرسون في دور ستيوارت، عضو في فريق ديفس في آمايا
- كايلي سبيني بدور ليندون، عضو في فريق ديفس والمتخصصة في العمل على الموجات الصوتية
- كارل غلوسمان في دور سيرجي بافلوف، صديق ليلي وزميلها في العمل في أمايا
- أليسون بيل بدور كاتي، المصمم الرئيسي لنظام ديفس

## الجوائز
| سنة  | جائزة                                         | فئة                                                                            | المرشح (المرشحين) | نتيجة  | Ref. |
| ---- | --------------------------------------------- | ------------------------------------------------------------------------------ | ----------------- | ------ | ---- |
| 2020 | جائزة الإيمي برايم تايم                       | تصوير سينمائي رائع لمسلسل أو فيلم محدود                                        | رُشح               | [ 9 ]  |      |
| 2020 | جائزة الإيمي برايم تايم                       | تحرير صوت متميز لسلسلة محدودة أو فيلم أو خاص                                   | رشح               | [ 9 ]  |      |
| 2020 | جائزة الإيمي برايم تايم                       | مزج صوتي رائع لسلسلة أو فيلم محدود                                             | رشح               | [ 9 ]  |      |
| 2020 | جائزة الإيمي برايم تايم                       | المؤثرات البصرية الخاصة المتميزة في دور داعم                                   | رشح               | [ 9 ]  |      |
| 2020 | جوائز الجمعية البريطانية للمصورين السينمائيين | أفضل تصوير سينمائي في دراما تلفزيونية                                          | رُشح               | [ 10 ] |      |
| 2021 | جوائز الاكاديمية البريطانية للتلفزيون         | رُشح                                                                            | رُشح               | [ 11 ] |      |
| 2021 | جوائز اختيار النقاد الفائقة                   | أفضل ممثل في سلسلة خيال علمي / فانتازيا                                        | رشح               | [ 12 ] |      |
| 2021 | جوائز Motion Picture Sound Editors            | إنجاز بارز في تحرير الصوت - المؤثرات الصوتية و Foley لوسائط البث العرضي الطويل | رشح               | [ 13 ] |      |